# Michael Taylor (Rennfahrer, 1934)
Michael John Clifford „Mike“ Taylor (* 24. April 1934 in London; † 4. April 2017 ebenda) war ein britischer Automobilrennfahrer.

## Karriere
Michael Taylor fuhr in den späten 1950er Jahren als Amateur mit einem Lotus XI Sportwagenrennen in Großbritannien und gewann einige Clubrennen. 1959 gewann er mit seinem Lotus den Grand Prix des Frontières in Chimay und stieg mit einem Formel-2-Cooper in die Monoposto-Szene ein. Nach dem Sieg beim BARC 200 in Aintree folgte sein erstes und einziges Rennen in der Automobilweltmeisterschaft.
Für die Equipe Alan Brown startete er mit einem Cooper T45 beim Großen Preis von Großbritannien in Aintree. Der Auftritt wurde ein Fehlschlag, Taylor musste nach Problemen mit der Kupplung das Rennen knapp vor Schluss aufgeben. 1960 versuchte Taylor sich erneut in der Automobilweltmeisterschaft. Mit einem Lotus 18 meldete er sich beim Großen Preis von Belgien. Bei einem der tragischsten Grand-Prix-Wochenenden der Geschichte – im Rennen starben Chris Bristow und Alan Stacey, Stirling Moss verunglückte im Training schwer, kam aber mit dem Leben davon – hatte Taylor einen schweren Unfall. Der Lotus raste nach einem Lenkungsdefekt in den Wald und wurde beim Aufprall fast völlig zerstört. Taylor überlebte den Unfall mit schweren Verletzungen, konnte aber vollständig genesen. Seine Rennkarriere war jedoch zu Ende.

## Statistik

### Statistik in der Formel 1

#### Gesamtübersicht
| Saison | Team              | Chassis    | Motor         | Rennen | Siege | Zweiter | Dritter | Poles | schn. Rennrunden | Punkte | WM-Pos. |
| ------ | ----------------- | ---------- | ------------- | ------ | ----- | ------- | ------- | ----- | ---------------- | ------ | ------- |
| 1959   | Alan Brown Equipe | Cooper T45 | Climax 1.5 L4 | 1      | −     | −       | −       | −     | −                | −      | NC      |
| Gesamt | Gesamt            | Gesamt     | Gesamt        | 1      | −     | −       | −       | −     | −                | −      |         |

#### Einzelergebnisse
| Saison | 1 | 2 | 3 | 4   | 5 | 6 | 7 | 8 | 9 | 10 |
| ------ | - | - | - | --- | - | - | - | - | - | -- |
| 1959   |   |   |   |     |   |   |   |   |   |    |
|        |   |   |   | DNF |   |   |   |   |   |    |
| 1960   |   |   |   |     |   |   |   |   |   |    |
|        |   |   |   | DNS |   |   |   |   |   |    |

| Legende  | Legende            | Legende                                                          |
| Farbe    | Abkürzung          | Bedeutung                                                        |
| -------- | ------------------ | ---------------------------------------------------------------- |
| Gold     | –                  | Sieg                                                             |
| Silber   | –                  | 2. Platz                                                         |
| Bronze   | –                  | 3. Platz                                                         |
| Grün     | –                  | Platzierung in den Punkten                                       |
| Blau     | –                  | Klassifiziert außerhalb der Punkteränge                          |
| Violett  | DNF                | Rennen nicht beendet (did not finish)                            |
| Violett  | NC                 | nicht klassifiziert (not classified)                             |
| Rot      | DNQ                | nicht qualifiziert (did not qualify)                             |
| Rot      | DNPQ               | in Vorqualifikation gescheitert (did not pre-qualify)            |
| Schwarz  | DSQ                | disqualifiziert (disqualified)                                   |
| Weiß     | DNS                | nicht am Start (did not start)                                   |
| Weiß     | WD                 | zurückgezogen (withdrawn)                                        |
| Hellblau | PO                 | nur am Training teilgenommen (practiced only)                    |
| Hellblau | TD                 | Freitags-Testfahrer (test driver)                                |
| ohne     | DNP                | nicht am Training teilgenommen (did not practice)                |
| ohne     | INJ                | verletzt oder krank (injured)                                    |
| ohne     | EX                 | ausgeschlossen (excluded)                                        |
| ohne     | DNA                | nicht erschienen (did not arrive)                                |
| ohne     | C                  | Rennen abgesagt (cancelled)                                      |
| ohne     | keine WM-Teilnahme |                                                                  |
| sonstige | P/fett             | Pole-Position                                                    |
| sonstige | 1/2/3/4/5/6/7/8    | Punktplatzierung im Sprint-/Qualifikationsrennen                 |
| sonstige | SR/kursiv          | Schnellste Rennrunde                                             |
| sonstige | *                  | nicht im Ziel, aufgrund der zurückgelegten Distanz aber gewertet |
| sonstige | ()                 | Streichresultate                                                 |
| sonstige | unterstrichen      | Führender in der Gesamtwertung                                   |

### Le-Mans-Ergebnisse
| Jahr | Team                   | Fahrzeug | Teamkollege    | Platzierung | Ausfallgrund    |
| ---- | ---------------------- | -------- | -------------- | ----------- | --------------- |
| 1958 | Team Lotus Engineering | Lotus 11 | Innes Ireland  | Ausfall     | Verteiler       |
| 1959 | Team Lotus Engineering | Lotus 17 | Jonathan Sieff | Ausfall     | Zündungsschaden |

### Einzelergebnisse in der Sportwagen-Weltmeisterschaft
| Saison | Team                           | Rennwagen                       | 1   | 2   | 3   | 4   | 5   | 6   |
| ------ | ------------------------------ | ------------------------------- | --- | --- | --- | --- | --- | --- |
| 1958   | Lotus Gilby Engineering        | Lotus Eleven                    | BUA | SEB | TAR | NÜR | LEM | RTT |
| 1958   | Lotus Gilby Engineering        | Lotus Eleven                    |     |     |     |     | DNF | 10  |
| 1959   | Lister Lotus Taylor & Crawley  | Lister Costin Lotus 17 Lotus 15 | SEB | TAR | NÜR | LEM | RTT |     |
| 1959   | Lister Lotus Taylor & Crawley  | Lister Costin Lotus 17 Lotus 15 |     |     | DNF | DNF | DNF |     |
| 1960   | Taylor and Crawley Racing Team | Lotus 15                        | BUA | SEB | TAR | NÜR | LEM |     |
| 1960   | Taylor and Crawley Racing Team | Lotus 15                        | 27  |     |     |     |     |     |